# کوژی
کوژی (به صربی: Koželj) یک منطقهٔ مسکونی در صربستان است که در کنگاژواتس واقع شده‌است. کوژی ۱۸۱ نفر جمعیت دارد.